# Computer Ambush
Computer Ambush est un jeu vidéo de type wargame créé par Ed Williger et publié par Strategic Simulations en juin 1980 sur Apple II. Il est ensuite réédité en 1982 par Strategic Simulations sur Apple II, puis porté sur Atari 8-bit, Commodore 64 et Macintosh. Le jeu se déroule pendant la Seconde Guerre mondiale et simule des affrontements entre américains et allemands dans un village français peu après le débarquement. Chaque joueur contrôle une unité pouvant contenir jusqu’à dix soldats dotés de caractéristiques et d'aptitudes spécifiques. Chacun d'eux est en effet caractérisé par sa condition physique et son équipement et peut marcher, courir, ramper et adopter différentes postures. Au début de chaque tour, les joueurs donnent des ordres à chacun de ses hommes par l'intermédiaire d'une interface en ligne de commande et lorsqu’ils ont terminé, l’ordinateur les exécute simultanément.
Le développement du jeu débute en 1979 lorsque Joel Billings fonde Strategic Simulations pour créer un jeu de guerre sur ordinateur. Il recrute pour cela deux programmeurs : John Lyon qui développe Computer Bismarck, puis Ed Williger qui développe Computer Ambush. Ce dernier programme le jeu en Basic pour le micro-ordinateur Apple II. Il termine le jeu début 1980 et celui-ci est publié en juin de la même année, peu de temps après la sortie de Computer Bismarck. À sa sortie, les critiques saluent son réalisme et son attention portée aux détails mais juge qu’il est desservi par sa lenteur, car la résolution d’une séquence de jeu de quelques secondes peut prendre jusqu’à une demi-heure. Pour corriger ce problème, Strategic Simulations confie le développement d’une nouvelle version du jeu à Larry Strawser qui reprogramme certaines parties de son code source en assembleur afin d'en améliorer les performances. Celle-ci est publiée en 1982 et est salué par la presse spécialisée qui estime qu’elle corrige, comme promis, le problème de lenteur du jeu.
Rétrospectivement, les critiques saluent son concept innovant et ambitieux de wargame tactique. Elles le considèrent comme un pionnier et un classique du genre, qui précède notamment les séries de jeux de tactiques, comme Commandos et Combat Mission, d’un vingtaine d’année.

## Système de jeu

### Principes
Computer Ambush est un wargame qui simule des combats tactiques entre des soldats américains et allemands dans un village français fictif, peu après le débarquement en Normandie. Chaque partie et chaque mission est joué sur la même carte. Celle-ci est divisée en cases carrées de trois mètres de côté qui forment une grille de 37x67 cases. Le programme du jeu est ajusté afin d'éliminer le bonus artificiel qu’impliquent les mouvements en diagonale. La carte incluT des zones ouvertes (comme la place du village) et des ruelles sinueuses (notamment dans le quartier ouvrier) et est composées de différents types de terrains comme les portes, les fenêtres, les haies, une statue, les murs ou les décombres,. Chaque type de terrain applique un facteur sur le temps et l'énergie dépensée pour que le soldat qui s'y trouve réalise une action. Il est par exemple possible de faire un détour pour sortir d'un bâtiment par la porte en moins de temps qu'il n'en faut pour sortir par la fenêtre.
Quatre escouades de soldats standards sont disponibles dans le jeu. La première est composée de soldats de l'armée américaine et les trois autres de soldats allemands. Deux escouades additionnelles, composées de novice ou de super-soldats allemands, permettent de régler le niveau de difficulté lors d'une partie contre l'ordinateur. Chaque joueur contrôle une unité pouvant contenir jusqu’à dix soldats dotés de capacités spécifiques. Chacun d'eux est en effet caractérisé par son poids, sa taille, sa force, son intelligence, sa dextérité et son acuité visuelle ainsi que par son aptitude à lancer des grenades, sa précision au tir et son aptitude au combat rapproché,. Ces caractéristiques sont définies sur une échelle allant de un à dix et affecte directement l'efficacité d'un combattant. Une précision au tir de sept se traduit ainsi par une probabilité de 70 % de toucher sa cible (sans prendre en compte la précision de l'arme utilisée). Plus un soldat est fort, plus il peut accomplir d'efforts avant d'être fatigué et de devoir se reposer. La dextérité et l'intelligence influence la rapidité à laquelle un soldat va exécuter un ordre. La dextérité détermine la vitesse à laquelle il réalise l'action alors que l'intelligence affecte ses réflexes et sa capacité à comprendre ce qu'on lui demande. L'acuité visuel détermine la capacité du soldat à repérer un ennemi. Le jeu gère en effet la ligne de vue des unités et les ennemis sont donc invisibles au joueur jusqu’à ce qu’une de ses unités les repères.
Chaque soldat dispose également de son propre équipement. Au début d'une partie, le joueur peut choisir de laisser l'ordinateur sélectionner les armes de ses soldats. Dans le cas contraire, il peut réaliser lui-même cette sélection de manière totalement libre ou dans une liste restreinte définie de manière aléatoire par l'ordinateur. Le jeu propose trois types d’armes à feu : le fusil, le fusil automatique et le pistolet-mitrailleur. Chacune d'elles est caractérisée par sa cadence et sa précision de tir, qui sont affectés par les caractéristiques des soldats qui les portent. Chaque soldat est en plus armé d'un couteau et peut être équipés de grenades à main. Enfin, chaque escouade se voit allouer un lacet étrangleur ainsi que des explosifs. Avant d'utiliser une arme, un soldat doit se préparer à le faire et il ne peut pas se préparer à tirer au fusil et à lancer une grenade en même temps. Les armes à feu doivent en plus être chargées et chaque fois qu'elles sont utilisées, elles risquent de se décharger et de devoir être rechargée pour tirer à nouveau.

### Interface
Les joueurs contrôlent leurs unités individuellement en dépensant des « points de temps ». Dix points de temps correspondant à une seconde d’actions. Au début de chaque tour, les joueurs définissent le nombre de points de temps alloués pour ce tour. Ils donnent ensuite des ordres à chacun de leurs soldats par l'intermédiaire d'une interface en ligne de commande. Il est ainsi possible d'ordonner à un soldat de se déplacer en marchant, en courant ou en rampant. Il est également possible de lui faire adopter différentes postures, comme se baisser, se relever ou attendre. Pour le faire attaquer, le joueur peut lui ordonner de tirer une salve vers une case spécifique ou de tirer sur tout ce qui se trouve dans son champ de vision. Avant cela, il doit cependant lui ordonner de préparer son arme et de la recharger. Chaque action est associée à une chaîne de caractères et le joueur peut ordonner à ses soldats d’enchainer plusieurs actions en associant plusieurs de ces chaînes entre elles. La ligne de commande « MR24RGFPFEF2432MR00FPRFA2099 » permet par exemple d’ordonner à un soldat de se déplacer de quatre cases vers le nord-est, de ramasser une grenade puis de la lancer sur une case spécifique avant de se jeter au sol, de préparer son fusil et de rechercher une cible potentielle aux alentours. Tant qu'ils n'ont pas terminé leur tour, les joueurs peuvent modifier leurs ordres sans pénalités. S'ils ordonnent de réaliser plus d'actions qu'il n'est possible d'en réaliser dans le temps imparti, ces ordres sont transférer au tour suivant et il est alors possible de les modifier. Lorsque chaque joueur a donné ses ordres, l’ordinateur exécute les ordres de déplacement et d’attaque. Chaque joueur peut ensuite passer en revue le tour, par exemple pour repérer qui a bougé ou qui a lancé une grenade, avant de redonner des ordres à ses soldats.

### Modes de jeu
Computer Ambush propose cinq scénarios solo dans lesquels le joueur affronte l'ordinateur. Le premier est un simple tutoriel qui propose un premier tour détaillé afin de se familiariser avec les mécanismes du jeu. Les quatre autres simulent différentes situations dont une embuscade, l'attaque d'un quartier général allemand, la défense d'une position et une mission d'infiltration. Pour chaque scénario, le joueur peut choisir d'affronter une escouade de novice, une escouade de niveau intermédiaire ou une escouade d'experts. En multijoueur (en hotseat), le jeu propose sept scénarios différents dont la défense d'une usine par les américains, celle d'une église par les allemandes, l'affrontement entre deux patrouilles et la défense d'une ruelle. Pour personnaliser une partie, il est en plus possible de modifier les caractéristiques des soldats.

## Développement
Le développement de Computer Ambush débute en 1979 lorsque Joel Billings décide de fonder le studio Strategic Simulations pour créer un jeu de guerre sur ordinateur. Afin de recruter un programmeur intéressé par son projet, il rédige un tract qu’il affiche dans une boutique de jeu locale. Il est d’abord contacté par John Lyons à qui il confie le développement d’un premier jeu de guerre basé sur la Seconde Guerre mondiale, qu’ils baptisent Computer Bismarck et qui deviendra le premier jeu publié par le studio. Il est également contacté par Ed Williger, un autre programmeur fan de jeu de guerre, à qui il confie le développement d’un deuxième wargame : Computer Ambush. Après une rencontre avec Trip Hawkins, qui travaille à l’époque pour Apple, Joel décide de développer ses jeux pour le micro-ordinateur Apple II plutôt que pour le TRS-80 afin de bénéficier des capacités de la machine en matière de graphisme. Bien qu’Ed Williger ne possède aucune expérience en Basic, c’est donc ce langage qu’il utilise pour programmer le jeu,. Le concept imaginé par Ed Williger propose initialement une carte de 100x100 cases, une trentaine d'armes, différents types de personnages (comme des gardes, des prisonniers ou des médecins) ainsi que des systèmes de communications et de rations et une campagne. Compte tenu de ses limitations en matière de programmation et de celles imposées par la puissance des ordinateurs de l'époque, il doit cependant restreindre le contenu du jeu. John Lyons termine le développement de Computer Bismarck en janvier 1980 et Ed Williger celui de Computer Ambush peu de temps après. La première version du jeu se révèle incroyablement lente, la résolution d’un tour pouvant nécessiter jusqu’à trois heures. C’est cependant un des premiers jeux du studio, qui a alors besoin d’argent, et ils décident de le publier en l’état.

## Versions
La version originale de Computer Ambush est publiée sur Apple II par Strategic Simulations en juin 1980, peu après la sortie de Computer Bismarck,,. Pour éliminer son problème de lenteur, le studio prévoit ensuite d’éditer une nouvelle version du jeu.  Son développement est confié à Larry Strawser qui, pour améliorer les performances du jeu, reprogramme en assembleur certaines parties clés du programme et corrige un bug découvert après la sortie de la version originale,. La réédition doit initialement être publiée en février 1982. Son développement prend cependant du retard avant d'être temporairement stoppé au milieu de l'année. Elle est finalement publiée fin 1982 par Strategic Simulations sur Apple II avant d'être portée sur Atari 8-bit en 1984, sur Commodore 64 en avril 1985 et sur Macintosh en mars 1987,.

## Accueil

### Critiques

#### Version originale
La version originale de Computer Ambush est testée en 1980 par le magazine Creative Computing. Pour l'auteur du test, Randy Heuer, le jeu est desservi par le « temps considérable » qui lui est nécessaire pour simuler un tour, qu'il estime à environ une demi-heure pour une séquence de seulement cinq secondes. Il note que ce temps de calcul peut être réduit, en réduisant le nombre de soldats des équipes et en désactivant l'option qui gère les lignes de vue, mais juge que cela n’empêche pas les joueurs de devoir attendre un certain temps avant que l'ordinateur ne termine ses calculs et qu'une partie peut donc durer plusieurs heures. Malgré ce défaut, l'auteur du test décrit le jeu comme une simulation « assez divertissante » et sans doute « très réaliste ». S'il considère que son prédécesseur, Computer Bismarck, est « plus amusant », il juge que les fans de ce dernier ont également tout intérêt à acheter le jeu. La version originale est également testée en 1981 par le magazine Fire and Movement. L'auteur du test, Richard Jarvinen, estime que le prix du jeu (60 $) est un peu élevé mais écrit tout de même une critique plutôt positive du jeu dont il salue le contenu ainsi que son « réalisme » et son « attention portée aux détails ».

#### Réédition
Après la sortie de la réédition du jeu en 1982, la plupart des critiques rappellent le principal défaut du jeu original, la lenteur, et explique que cette nouvelle version règle définitivement ce problème,. D'après le journaliste David Long du magazine Computer Gaming World, la résolution d'une séquence de jeu ne prend ainsi plus que trois minutes, même en plein milieux d'un combat impliquant dix soldats (le maximum) de chaque camp. Le journaliste du magazine Creative Computing partage ce constat et explique que Strategic Simulations n'a pas menti en affirmant que cette nouvelle version fonctionne « 40 fois plus vite ». D'après lui, la résolution d'un tour ne prend en effet plus qu'une minute ou moins, contre une trentaine de minutes dans la version originale. Il considère ainsi que cette nouvelle version élève le jeu au rang de « classique » du genre alors que la première édition était malheureusement réservée aux fans du genre du fait de sa lenteur et malgré son réalisme. Pour David Long, « l'attente [de cette deuxième édition] en valait la peine ». Il la juge en effet « rapide, fluide et étonnamment réaliste » et considère qu'elle pourrait rester pendant longtemps une référence en matière de simulation tactique. La critique de John Stanoch du magazine Antic est plus mitigé. Celui-ci juge en effet que le jeu est difficile à maîtriser et note que deux heures lui ont été nécessaires pour lire la documentation et comprendre le système de commande. Il salue par contre la documentation très claire et note la présence d'un scénario d'introduction, qui se révèle très pratique pour étudier et apprendre à utiliser les commandes. Il conclut finalement que si l'apprentissage du jeu est difficile, le joueur qui en maîtrise les réglés est récompensé par sa richesse en matière d'option et de prise de décision.
Après sa sortie en France en 1984, la version Apple II de Computer Ambush est testée par le magazine Tilt dans un dossier consacré aux wargames. Son auteur lui attribue une note de quatre sur six et le désigne comme un jeu « très intéressant » dont il regrette néanmoins la « lenteur ». Dans une sélection de logiciels de jeu, le magazine Jeux et Stratégie le décrit comme un « grand classique du jeu sur micro-ordinateur » qui mélange wargame et jeu de rôle. Bien que l’auteur du test juge que sa prise en main demande de la pratique, notamment pour apprendre à « coder les ordres », il le considère comme un « très grand jeu ».

### Rétrospectives
Rétrospectivement, le journaliste Jay Selover du magazine Computer Gaming World juge en 1987 que si la version originale de Computer Ambush propose un « concept innovant » et « plusieurs fonctionnalités inédites », elle est desservie par sa lenteur. D’après lui, près de dix minutes peuvent en effet être nécessaire à l’ordinateur pour simuler une séquence de dix secondes. Dans un comparatif de la deuxième édition du jeu avec deux autres wargame tactiques, Field of Fire et Under Fire, il juge néanmoins que Computer Ambush reste un « jeu excellent » malgré son âge. Il salue notamment le niveau de détail qu'il offre en matière de création d'une escouade, même s'il regrette de ne pas retrouver ce niveau en matière d'armement, et note qu'il est le seul des trois jeux testés à simuler les difficultés de transmissions des ordres du joueurs vers son chef d'escouade et ses soldats. Il met également en avant la qualité de son manuel qui d'après lui est « très clair » et « facilite autant que possible » l'apprentissage de son système de commande. Il juge en revanche que le jeu reste lent, même dans sa deuxième version, et qu'il est desservi par ses « graphismes primitifs », son « unique carte », son « nombre limité de scénarios » et la difficulté de prise en main de son système de commande. Il conclut néanmoins que malgré son admiration pour Under Fire et le côté accessible de Field of Fire, Computer Ambush reste le jeu auquel il « revient sans cesse ». Dans le même magazine, le journaliste Evan Brooks juge ses graphismes « primitifs » mais considère que le niveau de détail de cette simulation tactiques compense largement cet aspect.
Dans une rétrospective publié en 2015, le journaliste Tim Stone du site Rock, Paper, Shotgun salue la tentative « ambitieuse » de Ed Williger de proposer un wargame qui simule des combats tactiques urbains à une époque où ses contemporains se focalise plutôt sur les combats navals, qui impliquent moins d’unités est sont donc plus adaptés à la puissance des micro-ordinateurs de l’époque. Le résultat est d’après lui « imparfait » mais « époustouflant » et il estime que, plus de trente-cinq ans après sa sortie, le jeu reste « passionnant ». Rétrospectivement, il considère donc Computer Ambush comme un « pionnier » et un jeu « emblématique » du genre, qui précède notamment les séries de jeux de tactiques Commandos et Combat Mission d’un vingtaine d’année.